# Héctor (fenómeno)

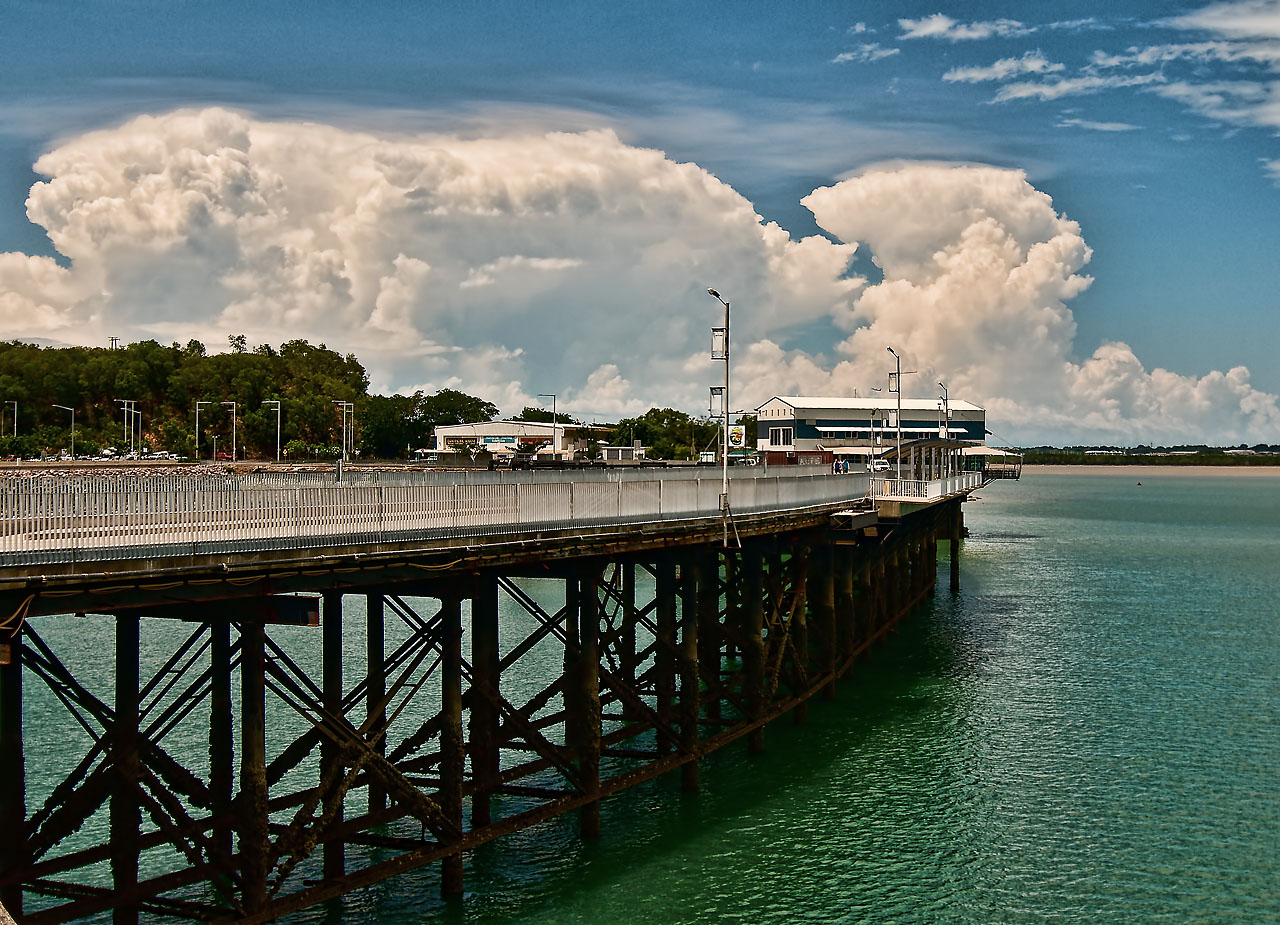
Héctor visto desde Stokes Hill Wharf en Darwin mirando al noroeste a una distancia de aproximadamente 80 km (50 mi)

Héctor es una formación de nubes de tormenta del tipo cumulonimbus que aparece casi todas las tardes sobre las Islas Tiví, en el Territorio del Norte, Australia, durante la temporada que va aproximadamente de septiembre a marzo.También conocido como "Hector the Convector", se considera una de las tormentas eléctricas más grandes y persistentes del planeta. Esta estructura es un pequeño sistema convectivo de mesoescala (SCM) o, en ocasiones, una potente tormenta multicelular, alcanzando alturas cercanas a los 20 kilómetros (66,000 pies).

## Historia

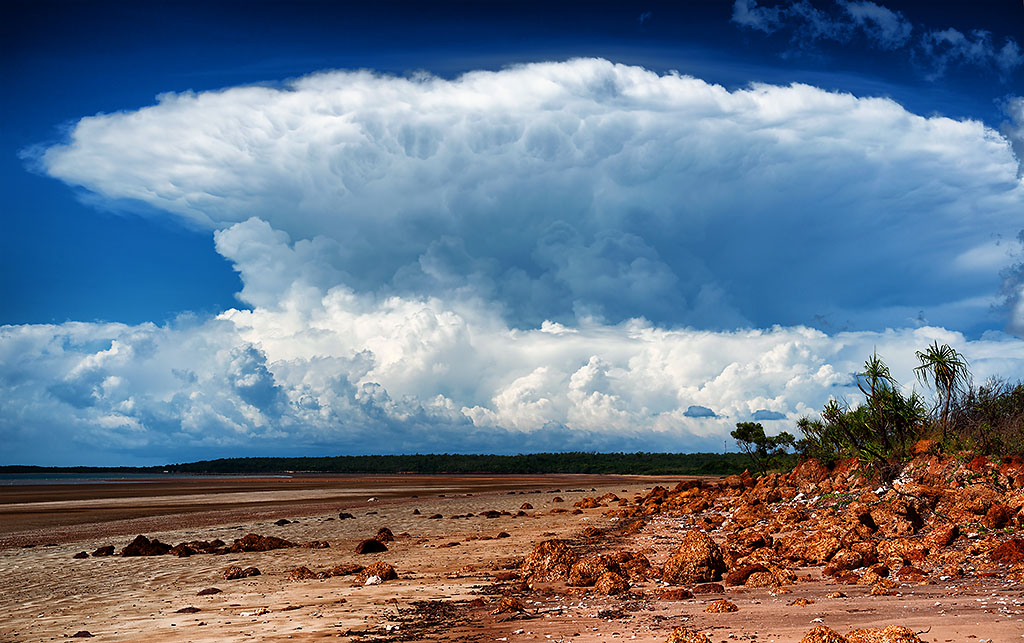
Héctor de Gunn Point, Territorio del Norte

La tormenta fue nombrada por los pilotos durante la Segunda Guerra Mundial, y su aparición constante en la misma ubicación la convirtió en un punto de referencia para la navegación aérea y marítima en la región. Héctor, un fenómeno de mesoescala, se origina principalmente por la interacción de varios frentes de brisa marina a través de las Islas Tiví, siendo reconocida por su constancia e intensidad.Un aspecto destacado de esta tormenta eléctrica es la alta frecuencia de rayos y las fuertes corrientes ascendentes. En la década de 1990, la revista National Geographic publicó un estudio detallado sobre la tormenta, incluyendo imágenes de árboles afectados, datos sobre las velocidades de las corrientes ascendentes y menciones a posibles tornados. La estabilidad del fenómeno se debe a las condiciones atmosféricas recurrentes provocadas por el mar y la topografía de la zona, lo que genera un microclima único, común en las islas, especialmente en aquellas con un relieve más pronunciado.
Desde finales de la década de 1980, el sistema de tormentas eléctricas ha sido ampliamente investigado por meteorólogos, con varios estudios enfocados directamente en Héctor.Sin embargo, también se ha aprovechado la constancia de esta célula de tormenta para explorar otros aspectos relacionados con las tormentas eléctricas, como los rayos, los límites atmosféricos y los efectos que el mar y el terreno tienen en la atmósfera.